# キーワードスタッフィング
キーワードスタッフィング（英: Keyword stuffing）は、検索エンジン最適化 (SEO) の手法の一つで、ウェブページのメタタグやコンテンツ内にキーワードを詰め込み、検索結果のランキングで不当に優位に立とうとする。これはウェブスパムや検索エンジンスパムとみなされており、キーワードスタッフィングはウェブサイトが主要な検索エンジンで一時的にまたは永続的に追放されたりペナルティを受けたりすることを招くおそれがある。メタタグでのキーワードの繰り返しは、なぜ多くの検索エンジンがこれらのタグをもはや使用しないのかの説明となり得るとされる。
多くの大手検索エンジンはキーワードスタッフィングを検出するアルゴリズムを実装し、利益を得ることを意図したであろう戦略による検索での不平な優位性を引き下げたり取り除いたりし、しばしばこれを実装しているウェブサイトにペナルティを与えたり、順位を下落させたり、あるいはインデックスからウェブサイトを削除したりしている。

## 概要
キーワードスタッフィングを使用しているサイトにペナルティを与えたり、そういったサイトを追放したりすることを特に意図しているアルゴリズムと変更:
Google
- Googleフロリダ、2003年11月[2]
- Googleパンダ、2011年2月[3]
- Googleハミングバード、2013年8月[4]

Bing
- 2014年9月[5]

## 歴史
キーワードスタッフィングはこれまで、特定の語句が見えなくするための処理がなされていない状態で、検索エンジンのランキングでトップを得るために用いられていた。この方法は時代遅れであり、今日では、この手法はランキングには何ら影響を及ぼさない。特に、Googleはこの手法を使用しているページに良いランキングを与えなくなった。
ウェブサイトの訪問者からテキストを隠すことは、多くの異なる方法で行われる。テキストに色を付けて背景と見分けがつかないようにする方法、CSSのZ配置でテキストを画像の後ろに隠す方法、そして、CSSの絶対配置でページの中央から遠くに配置する方法はすべて、共通のテクニックであり、これによりテキストは訪問者から見えなくなる。2005年までに、主要の検索エンジンにより多くのテキストを見えなくする手法は簡単に見破られるようになった。 Noscriptタグは、ページから隠しコンテンツを配置する別の方法であるが、Noscriptは同時に、スクリプトコンテンツが使用できないときにその代替を表示する正当な最適化でもある。ただし、検索エンジンが多くの訪問者には見えないコンテンツをインデックスする可能性があるため、これは時に悪用される。時には、広告主導のページへ誘導するために、挿入されたテキストにはよく検索されるがページのコンテンツとはあまり関連のない（「セックス」のような）言葉が含まれていることがある。
これまでキーワードスタッフィングは、その手法がどのような脈絡で使われているかやそれを判断する人の意見に基づいてホワイトハットまたはブラックハットな手法のいずれかとみなされてきた。大量のキーワードの埋め込みはユーザーにほとんど価値を与えず、検索エンジンスパムの補助として利用されてきたが、キーワードスタッフィングは一定の状況下では欺瞞的なやり方で検索結果を操作することを意図したものではないことがある。この用語が侮辱的な意味で使われるか中立的な意味を含むかは、この手法が検索結果をあまり関連のないページで汚すか、検索エンジンが関連性を解釈し理解できなかったために強調されなかった関連性のあるページへトラフィックを誘導するかによる。なお、現在ではそうとは限らない。検索エンジンは現在ではコンテンツのテーマを利用し、関連するキーワードを検出する技術を使用してページ上のコンテンツの内容を解釈する。

## オンラインジャーナリズムにおいて
オンラインニュースサイトの見出しには、記事を認識するための検索フレンドリーなキーワードだけが使われている。ここでは、単語の語呂合わせや言葉遊びは捨て去られている。これを悪用することもまた、キーワードスタッフィングと呼ばれる。正統の記者や編集者はこれを嫌うが、検索のためにニュース記事を最適化するのには効果的である。